# Річард і Моріс Мак-Доналди
Річард Джеймс і Моріс Джеймс Мак-Доналди — американські брати, які заснували ресторан McDonald's в Сан-Бернардіно, штат Каліфорнія, і винахідники «швидкісної системи обслуговування» (Speedee Service System), тепер широко відомої як фастфуд («швидкоїжа»).

## Кар'єра
У 1937 році брати Мак-Доналди відкрили кіоск з продажу хот-догів в Монровії, штат Каліфорнія, натхненні місцевим кіоском з хот-догами, який, здавалося, був єдиним прибутковим підприємством у місті і який в основному обслуговував постійних відвідувачів місцевої гоночної траси. Однак після закінчення гоночного сезону клієнтів значно меншало.
Моріс вирішив відкрити більший кіоск із продажу хот-догів у Сан-Бернардіно, великому місті з населенням близько 100 000 осіб переважно робітничого класу, розташованому приблизно в 50 милях на схід. Після того, як кілька банків відмовилися позичити їм необхідні для відкриття гроші, Bank of America нарешті дав їм кредит, і в 1940 році, маючи капітал у 5 000 доларів, вони відкрили ресторан для автомобілістів на розі 1398 Норт Е-стріт і 14-й Вест-стріт (34°07′32″ пн. ш. 117°17′41″ зх. д. / 34.1255° пн. ш. 117.2946° зх. д.).
Новий ресторан виявився несподівано успішним підприємством, і брати незабаром заробляли 40 000 доларів на рік. Більшість клієнтів були підлітками або молодими чоловіками у віці від 20 років, які приходили туди здебільшого пофліртувати з офіціантками, а також молоді працюючі сім'ї, які шукали дешеву їжу. Брати Мак-Доналди вирішили, що останні були б ідеальними клієнтами, яких вони хотіли б привернути.
Після пари років роботи брати почали будувати плани з оновлення своєї бізнес-моделі, базуючись на набутих уроках. Один із них полягав у пошуку ефективнішого способу обслуговувати клієнтів замість офіціанток, які були дуже повільними й ненадійними, адже багато часу витрачали на флірт з клієнтами, щоб збільшити свої чайові. Іншим уроком було спостереження, що гамбургери становили велику частку від загального обсягу продажів. Сковорідки було набагато простіше чистити, ніж грилі, а бургери збирати швидше, ніж сендвічі.
У 1948 році брати повністю перепланували й перебудували свій ресторан в Сан-Бернардіно, щоб зосередитися на гамбургерах, молочних коктейлях і картоплі фрі. Хоча цей новий «МакДональдз», розташований за тією ж адресою, як і раніше, був орієнтований на те, що більшість клієнтів приїжджають на автомобілях, його дизайн був унікальний завдяки поєднанню таких факторів:
- Як і в попередніх кіосках братів, внутрішнє столове приміщення навмисно було відсутнє.
- Не було ніяких офіціантів; замовлення приймалися біля стійки реєстрації, куди також доставлялася їжа.
- Брати самостійно спроєктували кухню, використовуючи отримані знання для створення кухні-конвеєра, що забезпечує максимальну ефективність і продуктивність.
- Котлети для гамбургерів були заздалегідь приготовані і зберігалися в теплому вигляді.

Новий ресторан мав успіх, і з метою заробити 1 мільйон доларів до того, як їм виповниться 50 років, брати Мак-Доналди в 1953 році почали франчайзинг своєї системи, починаючи з ресторану у Фініксі, штат Аризона, яким керував Ніл Фокс. Спочатку вони передавали в оренду тільки свою систему, а не назву ресторану. Пізніше брати почали здавати в оренду всю концепцію, з ресторанами, побудованими за стандартним проєктом, створеним архітектором Стенлі Кларком Местоном, і запропонованими Річардом парними золотими арками, які утворювали букву М, якщо дивитися під кутом.
1954 року брати Мак-Доналди стали партнерами Рея Крока. Франчайзер брав 1,9 відсотка від загального обсягу продажів, з яких брати Мак-Доналди отримували 0,5 відсотка. Брати хотіли, щоб кількість ресторанів була невеликою, що йшло врозріз із цілями Крока. Рей Крок врешті-решт викупив їх справу.
30 листопада 1984 року Ед Ренсі, на той час президент «МакДональдз США», у готелі Grand Hyatt у Нью-Йорку урочисто подав Річарду Мак-Доналду, першому кухареві за грилем mcdonald's, 50-мільярдний гамбургер mcdonald's.

## Смерть і спадщина
Моріс Мак-Доналд помер від серцевого нападу в Ріверсайді, штат Каліфорнія, 11 грудня 1971 року, у віці 69 років. Він був похований на кладовищі Desert Memorial Park в Касідрал-Сіті, штат Каліфорнія.
Річард Мак-Доналд помер у Бедфорді, штат Нью-Гемпшир, 14 липня 1998 року у віці 89 років, і був похований неподалік на цвинтарі Mount Calvary Cemetery в своєму рідному місті Манчестері. Його дружина Дороті померла незабаром після цього.
У фільмі 2016 року «Засновник», біографічному фільмі про Рея Крока, Річарда Мак-Доналда грає Нік Офферман, а Моріса Мак-Доналда Джон Керролл Лінч.